# Cantón de Camuñas
El cantón de Camuñas fue un cantón con centro en Camuñas, situado en la provincia de Toledo, durante la Rebelión cantonal de España. Su alcalde, el noble Luis Villaseñor y de Oliva lo proclamó en 1873 pero su duración fue efímera.

## Historia
Camuñas era también un lugar bastante singular dentro de la archidiócesis de Toledo, pues se había educado y convertido al protestantismo a parte de la población local por el celo misionero del evangélico gallego Félix Moreno Astray. Por eso era conocido como la «Ginebra manchega».
El alcalde de Camuñas Luis Villaseñor y de Oliva era republicano federal y anticlerical, firmante de Pacto Federal Castellano en 1869. El alcalde declaró la entidad política durante unos días en el pueblo toledano en 1873, durante la Primera República y bajo la breve presidencia del federalista Francisco Pi y Margall. La entidad se mantuvo durante un corto período, realizándose incluso moldes para acuñar moneda propia. 
Según cuenta el católico conservador Marcelino Menéndez Pelayo en su Historia de los heterodoxos españoles:

No pararon los revolucionarios de aquel microscópico cantón hasta arrojar del pueblo al prior Francisco de la Peña Martín, que desde Turleque protestó contra la intolerable tiranía que ejercían en Camuñas un cierto señor de horca y cuchillo [Luis Villaseñor], un maestro ateo y un barbero que no le iba en zaga.

En palabras de Menéndez Pelayo, intentaron crear, con la ayuda de Ceferino Tresserra, «una especie de Ginebra manchega y contrabandista».